# Sheffield Steelers
Sheffield Steelers – angielski klub hokeja na lodzie z siedzibą w Sheffield, występujący w brytyjskich rozgrywkach EIHL.

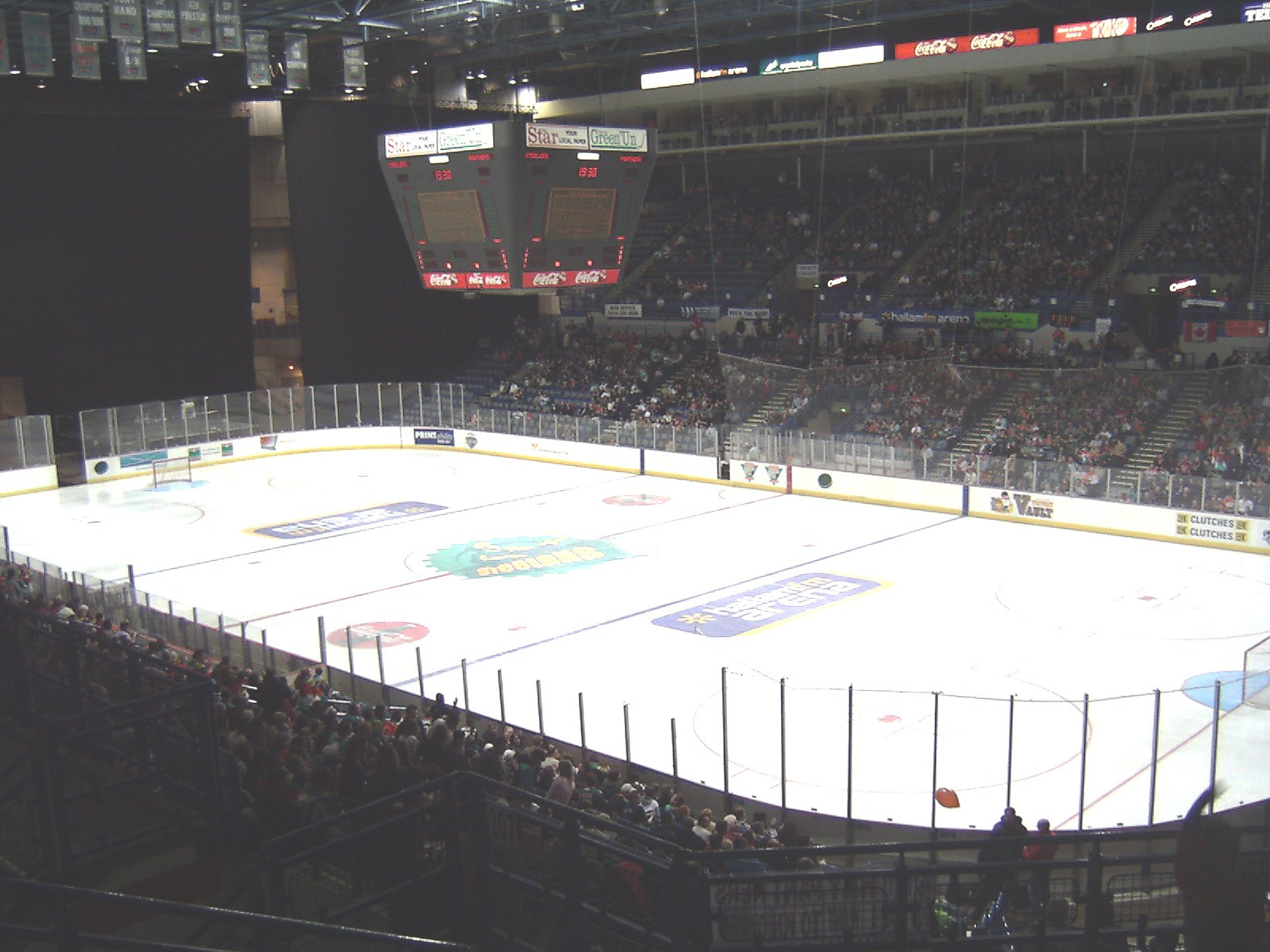
Sheffield Arena (2004)

## Sukcesy
- Mistrzostwo Wielkiej Brytanii / EIHL: 1995, 1996, 2001, 2003, 2004, 2009, 2011, 2015, 2016 (sezon regularny)
- Mistrzostwo EIHL: 1995, 1996, 1997, 2002, 2004, 2008, 2009, 2014, 2017 (play-off)
- Yorkshire Cup: 1994, 1995
- Benson & Hedges Cup: 1996, 2001
- Autumn Cup: 1996, 2001
- Challenge Cup: 1999, 2000, 2001, 2003, 2020
- Knockout Cup: 2006
- Charity Shield: 2010
- 20/20 Hockey Fest: 2010
- Trzecie miejsce w Pucharze Kontynentalnym: 2010, 2018
- Challenge Cup: 2020[2]

## Zawodnicy
Zastrzeżone numery
- 4 – Tim Cranston
- 7 – Ronnie Wood
- 9 – Ken Priestlay
- 11 – Tommy Plomme
- 16 – Tony Hand
- 26 – Ron Shudra